# XM (souborový formát)
Další významy jsou uvedeny v článku XM.
XM, zkratka z „extended module“ (rozšířený modul), je zvukový/hudební souborový formát vyvinutý demoskupinou Triton přibližně kolem roku 1993, kdy byl představen spolu s jejím hudebním trackerem, FastTrackerem 1 a 2.
XM navazovalo na do té doby používaný formát MOD, ale přineslo i některá rozšíření. Mezi ně patřilo například:

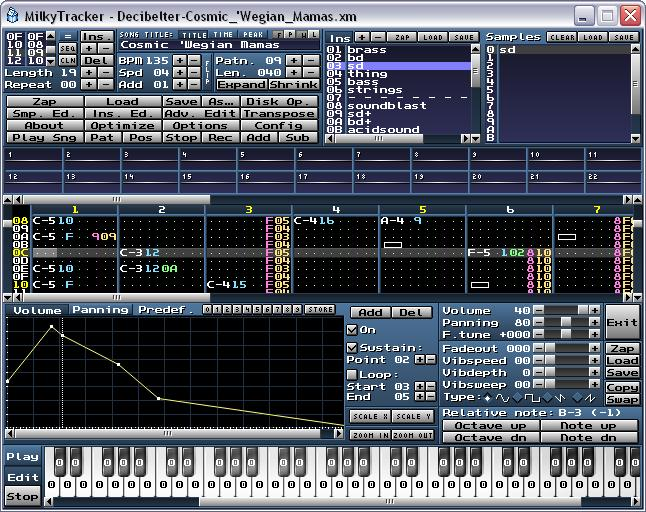
MilkyTracker, pokračovatel FastTrackeru 2, ukazující mimo jiné: multisampling (pravé horní okénko), mapování samplů na tóny (klávesnice dole), obálku hlasitosti (nad klávesnicí) s bodem odeznívání

- instrumenty s více samply (multisampling) a jejich mapování na jednotlivé noty
- plný panning pro stereo 2.0 s 256 stupni přechodu mezi levým a pravým kanálem
- rozšíření na osm oktáv (oproti 4 u .MOD)
- rozšířená konfigurace instrumentů
  - výchozí hlasitost
  - výchozí panning
  - „obálka“ (envelope) pro hlasitost a panning, i s podporou periodických samplů, s fázemi Attack (nástup), Loop (smyčka) a Sustain (odeznívání). Obě obálky podporují lineární interpolaci až 12 bodů s 64 stupni, s definovatelnými body pro začátek a konec smyčky.
  - tabulku několika přednastavených kombinací pro portamento
- u samplů bylo přidáno:
  - podpora 16bitových vzorků
  - podpora vzorků nad 128 KiB
  - periodický průběh „pendlující“ tam a zpět mezi značkami označující smyčku (dostal název Ping-pong)
- V orders nabídlo:
  - další sloupec (většinou používaný pro hlasitost)
  - „Note Off“, která spustila odeznívání daného nástroje
  - několik dodatečných efektů

Formát je velmi oblíbený pro tzv. chiptune. Umí jej načíst trackery další generace (např. Renoise) nebo jej přehrát rozšířené přehrávače jako Winamp nebo XM play.